# Domokos Pál Péter
Domokos Pál Péter (Várdotfalva, 1901. június 28. – Budapest, 1992. február 19.) Széchenyi-díjas magyar tanár, történész, néprajzkutató, a csángók történetének, kultúrájának kutatója. Írói álnevei Gernyeszeghy Ádám illetve Páldeák Áron. Fia Domokos Péter, a finnugrisztika professzora.

## Élete
Hatgyermekes földműves családban született. A szegénységük miatt csak ketten (ő és a bátyja) tanulhattak. Gyermekkorában megtapasztalta a csíksomlyói kegyhely pünkösdi búcsújának különlegességét. Ekkor találkozott először az ide zarándokló moldvai csángókkal.
A csíksomlyói tanítóképzőbe járt, amit az 1916-os román betörés miatt egy időre meg kellett szakítania, Debrecenben végzett egy évet, majd később otthon fejezte be tanulmányait.
A csíkkarcfalvi tanítóskodás után Craiovában a román hadsereg katonája. Ez idő tájt határozta el, hogy az elszakadt magyarságért tennie kell, így beírakozott a budapesti Tanárképző Főiskolára, ahol matematika, fizika, kémia, és ének-zene szakon végzett. Tanulmányai után 1926-ban hazatért, és előbb Vulkánban tanított, majd Csíkszeredában kapott állást a tanítóképzőben.
Tudatosan hordani kezdte vasárnapokon és az ünnepnapokon a népviseletet, néptáncokat tanult meg, hogy később ezt a tudását is továbbadhassa. Ő szervezte meg először Csíksomlyón Ezer Székely Leány Napja néven a ma is élő rendezvényt.
Három év után felmondtak neki, mert Magyarországon szerzett diplomáját a román állam nem fogadta el. Ebben az időben olvasott Bartók és Kodály népdalgyűjtő útjairól, akik szinte az összes magyarlakta vidéket felkeresték, kivéve a moldvai csángókat. Domokos Pál Péter ekkor, 1929-ben, huszonnyolc éves korában indult első ízben a csángók közé.
Moldvából visszatérve újra tanítani kezdett Kézdivásárhelyen, míg végleg el nem tiltották a pályától. Gyergyóalfaluba került kántornak. Három esztendeig, 1936-ig működött ott.
Összegyűjtött anyagát Bartóknak és Kodálynak is bemutatta, akik további kutatásokra ösztönözték.
A bécsi döntés fordulatot hozott az életébe. Hóman Bálint kinevezte a Kolozsvári Állami Tanárképző igazgatójává. Hogy megfeleljen az elvárásoknak, 1943-ban summa cum laude doktorált néprajzból, Kelet-Európa történelméből és magyar irodalomból a kolozsvári egyetem bölcsésztudományi karán. A bukovinai székelyek Magyarországra telepítése kapcsán Teleki Pál is véleményét kérte. Domokos ellenezte a Bácskába való telepítést.
1944 őszén családjával Budapestre menekült, 1945-től a közoktatási, később a népjóléti minisztériumban dolgozott. Innen 1948-ban elbocsátották, mert a segélyezéshez amerikai civil adományokat vett igénybe.
Szárászpusztán birtokot kapott, gazdálkodásba kezdett, családja ezen idő alatt Budapesten élt. Egyházaskozár, Szárász és Mekényes községekben tovább folytatta az anyaggyűjtést.
Alig három év múlva elvitte az Államvédelmi Hatóság, majd a földjét is elvették. Fizikai munkásként, jobbára építkezéseken dolgozott, majd később egy általános iskolában taníthatott. Ezután nyugdíjba vonulásáig (1961) Budapesten a József Attila Gimnáziumban, és a Kaffka Margit Gimnáziumban tanított.
1991-ben a könyvtára csángó vonatkozású anyagait átadta a Győrött alapítandó Arrabona Universitas Társadalomtudományi Karán működő Hungarológiai Tanszéknek. A gyűjtemény mellett százezer forintos alapítványt is tett olyan csángó fiatal képzésére, aki diplomaszerzés után visszatér szülőföldjére.

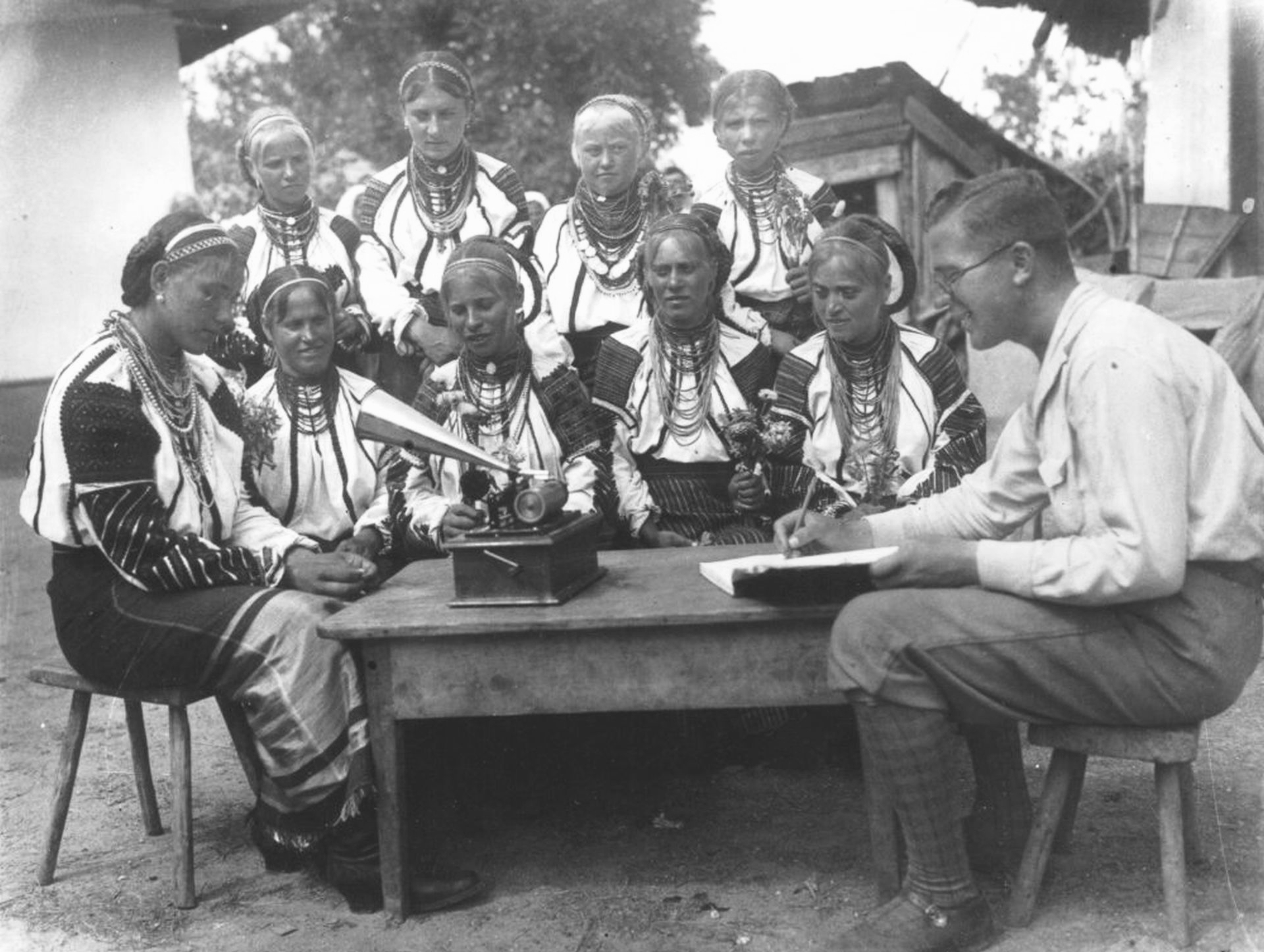
Domokos Pál Péter a csángók között, 1929 körül

## Családja
Domokos Pál Péter felesége Antal Mária (1913–1965) volt, akivel 1935-ben ismerkedett meg. Házasságukból a következő gyermekek születtek:
- Domokos Péter (1936–2014), irodalomtörténész, nyelvész, az Eötvös Loránd Tudományegyetem Bölcsészettudományi Kar Finnugor Tanszékének főmunkatársa
- Domokos Erzsébet, a Kémiai Kutatóintézet munkatársa
- Domokos Ádám elektromérnök
- Domokos Mária (1942–), a Magyar Tudományos Akadémia Zenetudományi Intézet népdalkutató csoportjának munkatársa[4][5]

## Díjai, elismerései
- Bethlen Gábor-díj (1986)[6]
- Széchenyi-díj (1991) – Kimagasló életművéért, nemzeti múltunk kutatásáért.
- Magyar Köztársasági Arany Érdemkereszt (1991)
- Magyar Örökség díj /posztumusz/ (2002)
- Magyar Művészetért díj /posztumusz/ (2006)

## Művei

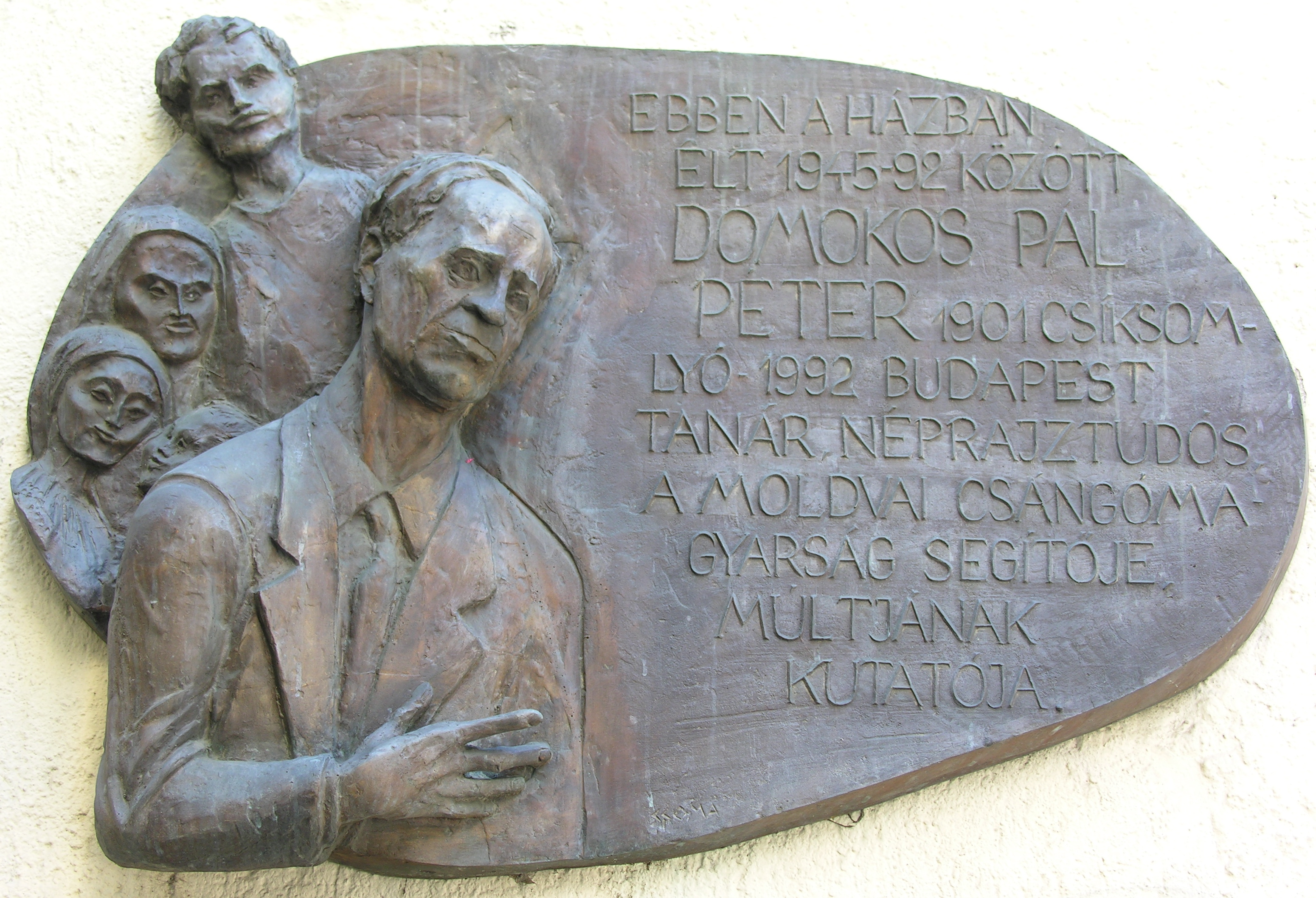
Domokos Pál Péter emléktáblája egykori lakhelyén, a Budafoki út 10/c szám alatt

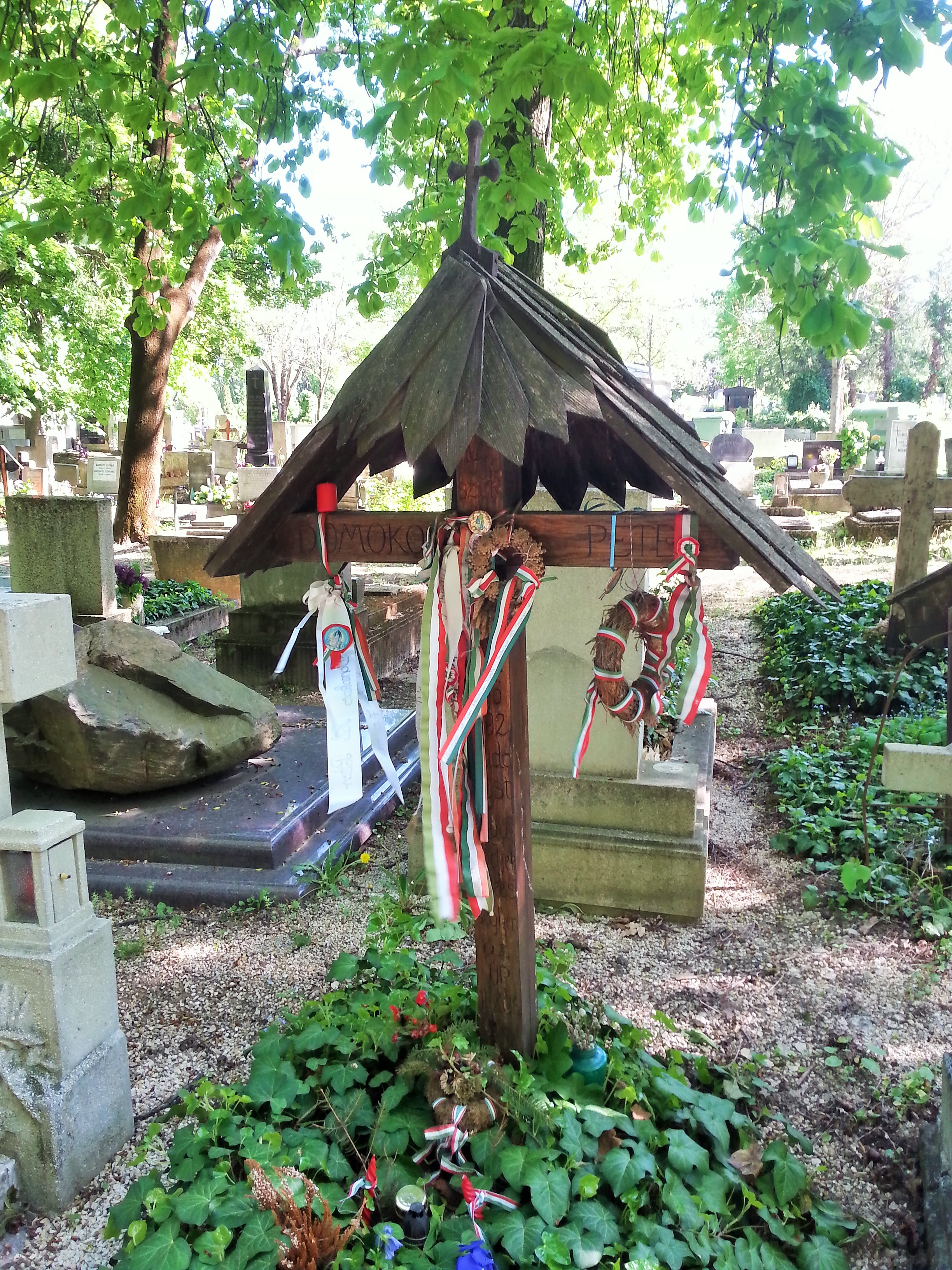
Domokos Pál Péter sírja a budapesti farkasréti temetőben

Cikkei a Csíki Lapok, Csíki Néplap, Ellenzék, Erdély, Erdélyi Iskola, Erdélyi Múzeum, Erdélyi Tudósító, Hitel, Keleti Újság, Magyar Kisebbség, Magyar Lapok, Magyar Nép, Pásztortűz, Székelyföld hasábjain, illetve a magyarországi néprajzi és irodalomtörténeti szaklapokban jelentek meg.
- A moldvai magyarság, 1931 (6. kibővített kiadás Fekete Sas, Budapest, 2001 ISBN 9639352098)
- Zemlényi János kéziratos énekeskönyve (XVII. század), Kolozsvár, 1939 (Erdélyi Tudományos Füzetek 109.)
- Adalékok Moldva történetéhez, Kolozsvár, 1940
- Mert akkor az idő napkeletre fordul. Ötven csángómagyar népdal, Kolozsvár, 1940
- Moldvai csángó mese és négy csángómagyar ének, Kolozsvár, 1942
- Rezeda. 96 csángómagyar népdal, Budapest, Zeneműkiadó, 1953
- Domokos Pál Péter–Rajeczky Benjámin: Csángó népzene, 1-2.; Zeneműkiadó, Bp., 1956–1961
- Hangszeres magyar zene a XVIII. században, Budapest, Akadémiai Kiadó, 1978
- "... édes Hazámnak akartam szolgálni"; összeáll. Domokos Pál Péter / Kájoni János: Cantionale catholicum. Régi és új, deák és magyar áitatos egyházi énekek; Petrás Incze János: Tudósítások. Okmánytár; Szt. István Társulat, Bp., 1979
- A nemzetek és vallások története Romániában, Youngstown, Ohio : Katolikus Magyarok Vasárnapja, 1980
- Bartók Béla kapcsolata a moldvai csángómagyarokkal : népdalok, népmesék, népszokások, eredetmondák a magyar nyelvterület legkeletibb részéről, Budapest, Szent István Társulat, 1981
- Az én Erdélyem. Domokos Pál Péter elmondja életét Balogh Júliának, Vita Kiadó, Budapest, 1988
- Rendületlenül... Márton Áron, Erdély püspöke, Szent Gellért Egyházi Kiadó, Szeged, 1989
- Múltbanéző. Tanulmányok; szerk., sajtó alá rend. Fazakas István; Magvető, Bp., 1990
- Moldvai útjaim, Hargita Kiadóhivatal, Csíkszereda, 2005, ISBN 9789738687653